# Bataille de Tarapacá
Guerre du Pacifique
Batailles
Campagne navale
- Chipana
- Iquique
- Punta Gruesa
- Antofagasta (1re)
- Antofagasta (2e)
- Rímac
- Angamos
- Pilcomayo
- Arica (1re)
- Arica (2e)
- Callao

Campagne terrestre
- Topáter
- San Francisco
- Tarapacá
- Los Ángeles
- Alto de la Alianza (Tacna)
- Arica
- Chorrillos
- Miraflores
- Lima
- San Pablo
- Pachia
- La Concepción
- Huamachuco

La bataille de Tarapacá  est une action militaire qui eut lieu dans la ville du même nom le 27 novembre 1879, pendant la campagne terrestre de Tarapacá de la Guerre du Pacifique (1879-1884) entre le Chili et le Pérou donnant la victoire aux forces péruviennes.

## Antécédents

Déroulement de la campagne de Tarapacá après le débarquement à Pisagua

Après la débarquement à Pisagua le 2 Novembre de 1879, l'armée chilienne annexa la Région de Tarapacá. Il y a eu deux actions militaires d'importance variable : une rencontre de cavalerie durant le Combat de Pampa Germania le 6 novembre, et la bataille de Dolores (également appelée  la Bataille de San Francisco) le 19 novembre. 
Un autre événement important s'est produit à Camarones, où l'armée bolivienne, sous le commandement du général Hilarión Daza, qui était en marche pour rencontrer les forces de Juan Buendía, est revenue à Arica, sans affronter aucune bataille. En raison du manque de renforts boliviens, l'armée péruvienne a entamé un retrait vers Tiviliche puis a marché vers le port d'Arica, afin de rencontrer les forces alliées qui étaient dans cette position.

## La bataille

Labataille de Tarapaca

Le combat a commencé vers 10h00 du matin, et au cours du développement de l'action, trois phases peuvent être distinguées : du début jusqu'à environ 16h00, quand commence une pause qui dure jusqu'à la reprise du combat avec les renforts péruviens arrivant du nord jusqu'au retrait des forces chiliennes.
Phase 1, l'attaque péruvienne :
Les Péruviens, se rendant compte qu'ils allaient être encerclés, ont réagi rapidement, empêchant la progression des colonnes chiliennes, qui n'ont pas pu achever les étapes de déploiement convenues la nuit précédente. Ainsi le combat est généralisé à l'initiative des Péruviens. Toute cette situation a provoqué une énorme confusion de part et d'autre, qui, fatigués, ont suspendu le combat. Les Péruviens se sont retirés pour se réorganiser et se ravitailler en munitions, tandis que les Chiliens se précipitaient au fond de la vallée pour boire et se reposer. À ce moment, la bataille entrait dans une seconde phase. Il était 13h00 le 27 novembre 1879.
Phase 2 : la trêve de l'eau :
En raison de la fatigue et du stress de la journée, et sans avoir l'intention de le faire de part et d'autre, une trêve a eu lieu implicitement. Les forces péruviennes et chiliennes avaient mené des attaques disjointes, et chaque groupement était séparé par une grande distance. Les troupes, de chaque côté, essaient de se réorganiser pour un redéploiement futur.
Phase 3, conclusion :
Les Péruviens reçoivent des renforts. Avec ce renforcement, l'intention péruvienne était d'essayer d'entourer et de faire prisonnière la force chilienne survivante, en utilisant une stratégie similaire à celle que les Chiliens voulaient employer contre eux, mais curieusement, le résultat fut le même. Les Chiliens parviennent à contrôler la situation et commencent à remonter les pentes du ravin pour éviter d'être piégés au fond. Les Péruviens prennent possession des canons chiliens et les utilisent pour empêcher la retraite chilienne. Sans arrêter les combats, les Chiliens considèrent définitivement le terrain perdu et se replient harcelés à tout moment par les Péruviens. Ceux-ci n'insistent pas dans la poursuite, faute de cavalerie et de troupes fraîches.

## Crédits
- (es) Cet article est partiellement ou en totalité issu de l’article de Wikipédia en espagnol intitulé « Batalla de Tarapacá » (voir la liste des auteurs).